# Ценский, Влодзимеж
Влодзимеж Миколай Ценский (пол. Włodzimierz Mikołaj Cieński), также известный под фамилией Ценский-Капель (6 апреля 1897, Львов — 20 января 1983, Брикебек) — польский католический священник, капеллан Армии Андерса во Второй мировой войне, начальник Душепастырства католического, декан 2-го польского корпуса Армии Андерса.

## Биография
Родился 6 апреля 1897 года во Львове. Из рода Ценьских герба Помян. Родители — Мария Дедушицкая, дочь графа Владимира Дедушицкого, основателя Государственного природоведческого музея имени Дедушицких во Львове; и Тадеуш Ценский, польский галицкий политик, посол Галицкого Сейма. Брат — Ян Ценский, епископ-помощник Львовской архидиецезии.
Влодзимеж Ценский окончил сельскохозяйственную школу в Дублянах и богословский факультет Фрейбургского университета в Швейцарии. Рукоположён в священники во Львове в 1924 году, викарий прихода в Жовкве, с 1929 года администратор прихода в деревне Зимняя Вода Львовской епархии. С 1939 года настоятель Костёла и монастыря Святой Марии Магдалины во Львове. После присоединения Западной Украины к СССР ушёл в Союз вооружённой борьбы, став капелланом подпольных отрядов Армии крайовой и начав организовывать помощь беженцам. 17 апреля 1940 года арестован НКВД.
НКВД пытался склонить Ценского к сотрудничеству, обещая его признать епископом Львовским после освобождения, однако Ценский отказался сотрудничать с советскими органами госбезопасности. Священника отправили в тюрьму в Замарщине, а затем перевели в Лефортовскую тюрьму. Предварительно приговорённого к высшей мере наказания Ценского, по свидетельствам историка Анджея Кунерта, спасло от смерти только начало Великой Отечественной войны. 2 сентября 1941 года Ценский был освобождён и амнистирован, а 7 сентября отслужил католическую мессу в храме на Малой Лубянке, где присутствовали будущие офицеры Армии Андерса. Это вызвало массовую критику среди польской эмиграции на Западе.
Позднее Ценский служил в Армии Андерса и перебрался с ней в Иран. Награждён Крестом Храбрых и Золотым крестом Заслуги с мечами. В 1945 году перебрался в Великобританию. После войны вступил в орден траппистов во Франции в 1955 году, в 1960 году занялся сельским хозяйством. Скончался 20 января 1983 года в монастыре во французском городе Брикебек в Нормандии.